# Oraibi
Oraibi, appelé aussi Old Oraibi, est un village Hopi situé dans le Comté de Navajo en Arizona.
Il est considéré comme étant possiblement le lieu habité le plus ancien d'Amérique du nord,.
Dans les années 1890, sa population était estimée à 905 habitants.
C'est la capitale non officielle de la réserve indienne. Old Oraibi est classé dans la liste des National Historic Landmark.

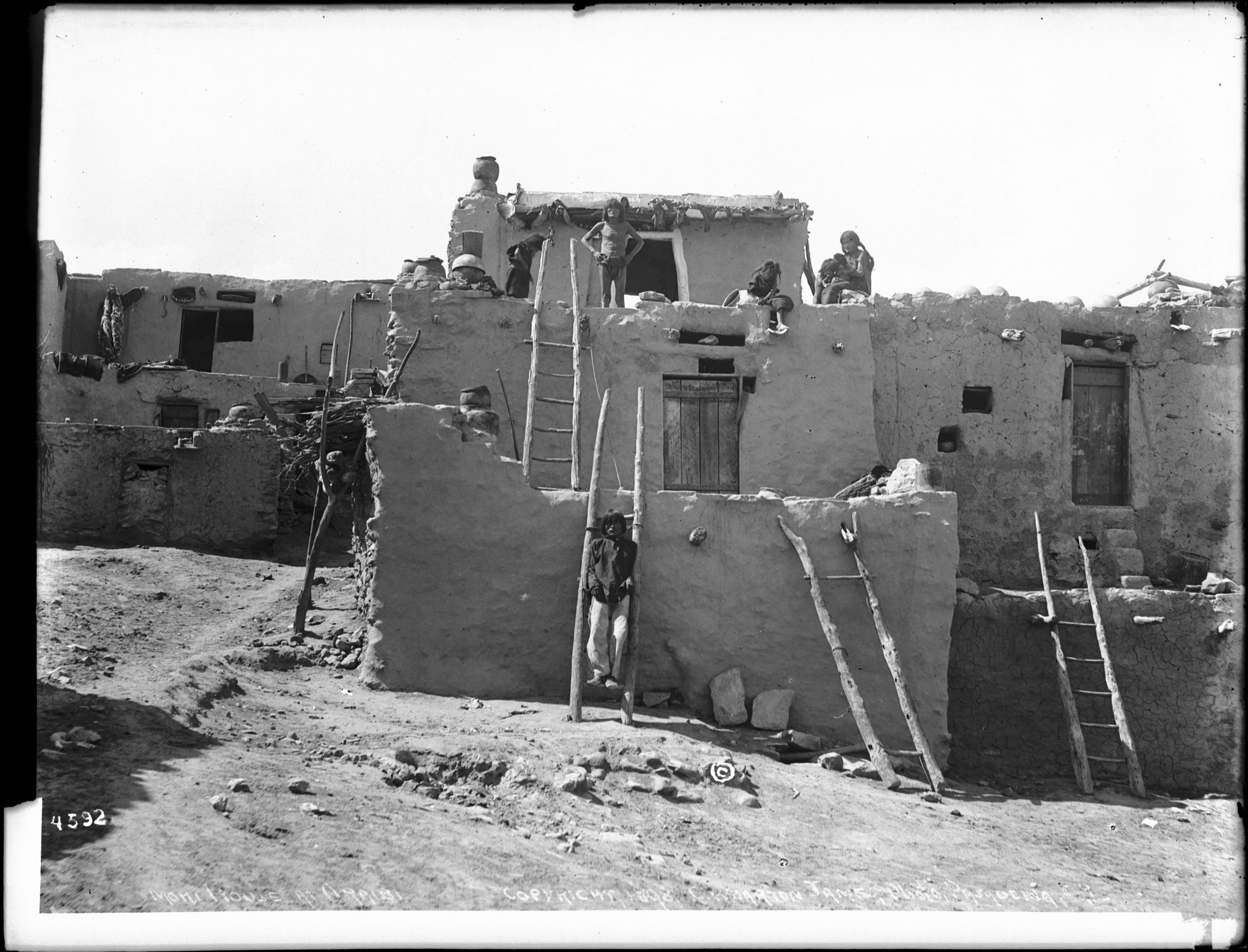
Maisons du village en 1898
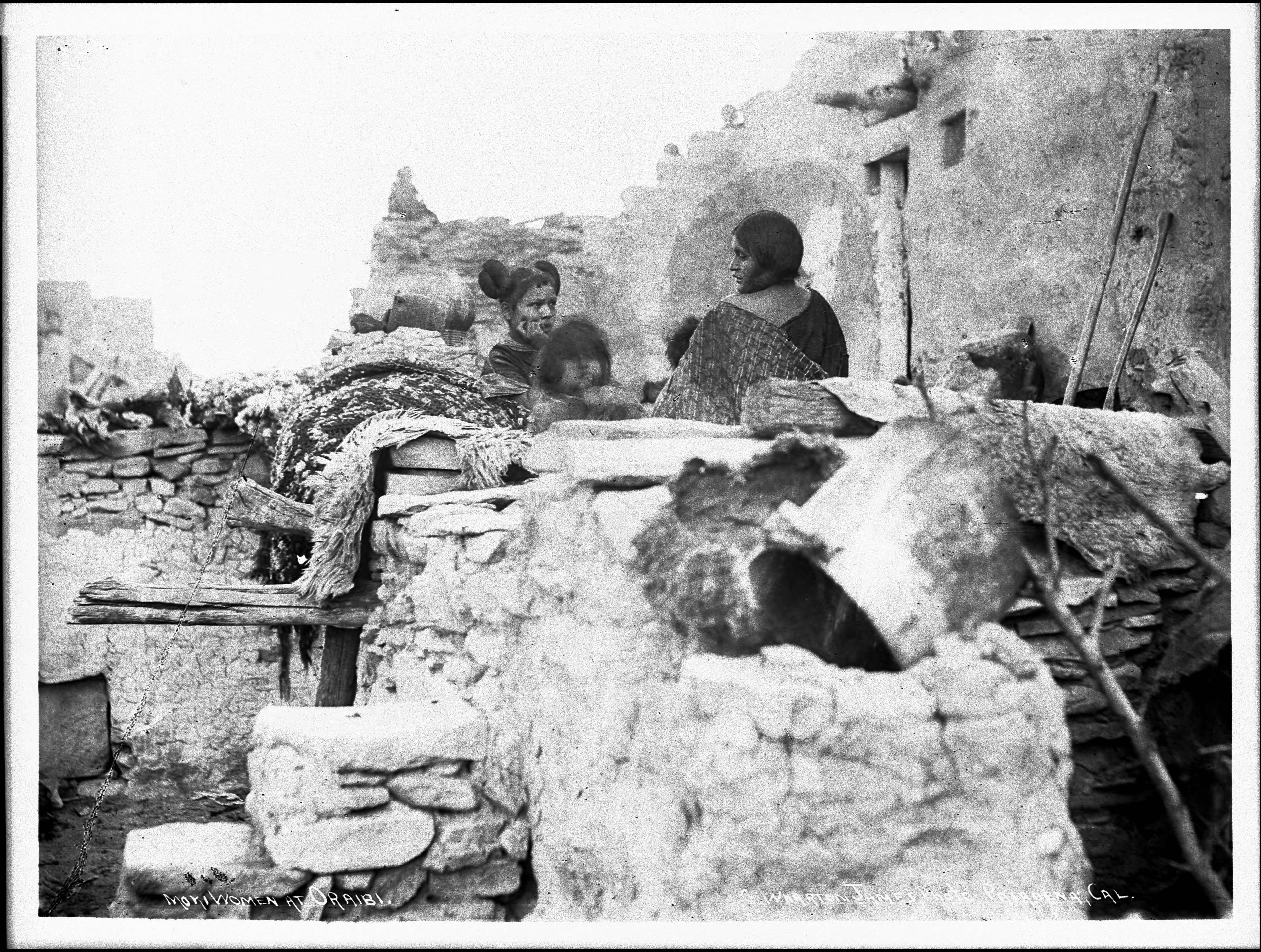
Famille indienne Hopi à Oraibi
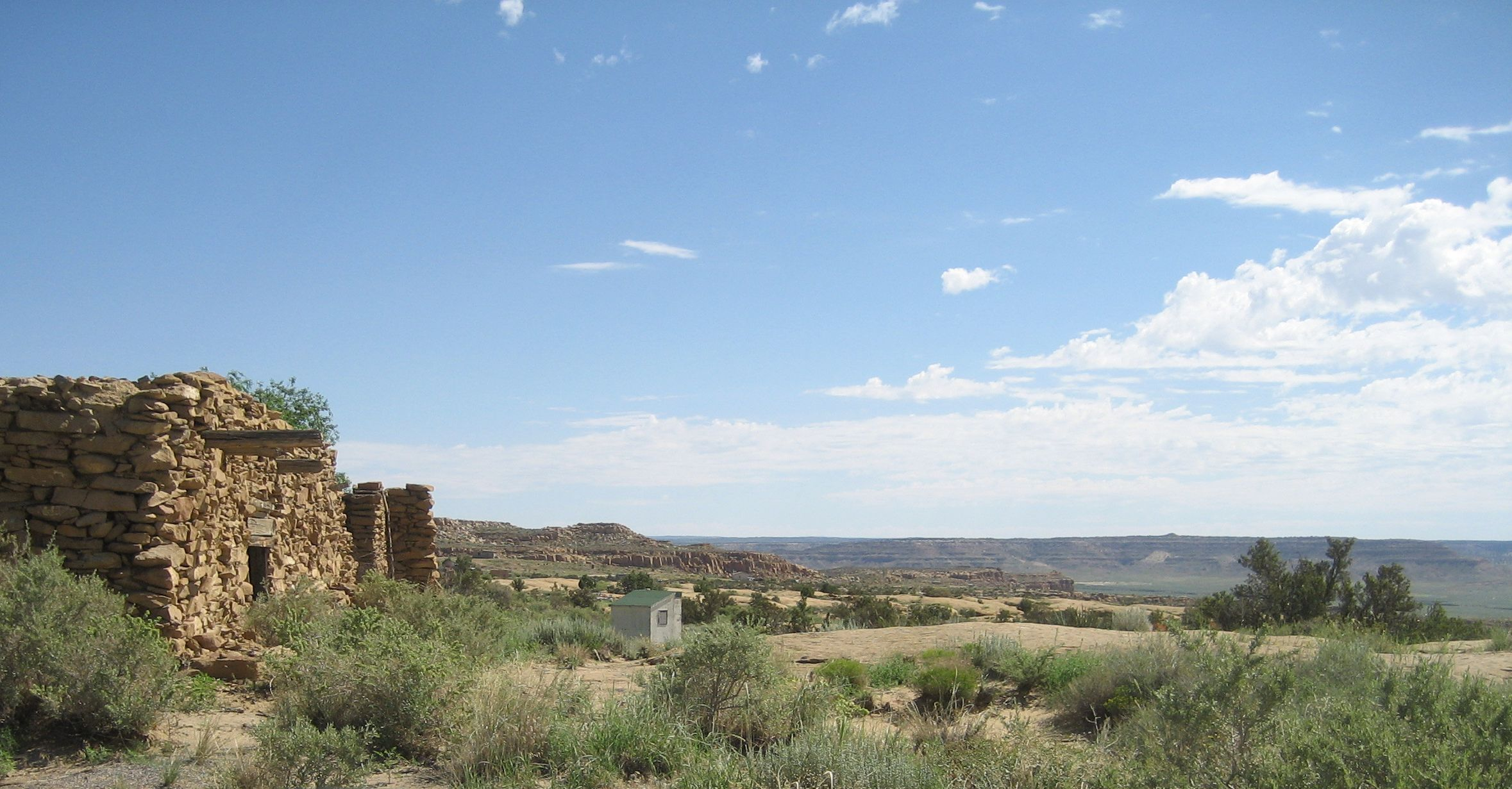
Maisons abandonnées